# Epidendrum rowleyi
Epidendrum rowleyi är en orkidéart som beskrevs av Carl Leslie Withner och Charles Louis Pollard. Epidendrum rowleyi ingår i släktet Epidendrum och familjen orkidéer. Inga underarter finns listade i Catalogue of Life.